# Jeroen Krabbé
Jeroen Aart Krabbé (IPA: [jəˈrun ˈaːrt krɑˈbeː]) (Amsterdam, 5 dicembre 1944) è un attore e regista olandese.

## Biografia
Di origine ebraica da parte di madre, Krabbé è noto per aver interpretato i ruoli di Gerard Reve nel film Il quarto uomo (1983), di Georgi Koskov nel quindicesimo film di James Bond 007 - Zona pericolo (1987) e del Dr. Charles Nichols nel film Il fuggitivo (1993). Ha inoltre recitato in Transporter 3 (2008) e in The Revolvet (2014).

## Filmografia

### Attore

#### Cinema
- Fietsen naar de maan, regia di Jef van der Heyden (1963)
- Professor Columbus, regia di Rainer Erler (1968)
- The Little Ark, regia di James B. Clark (1972)
- Alicia, regia di Wim Verstappen (1974)
- Soldato d'Orange (Soldaat van Oranje), regia di Paul Verhoeven (1977)
- Martijn en de magiër, regia di Karst van der Meulen (1979)
- Een pak slaag, regia di Bert Haanstra e Rimko Haanstra (1979)
- Spetters, regia di Paul Verhoeven (1980)
- Een vlucht regenwulpen, regia di Ate de Jong (1981)
- Het verleden, regia di Bram van Erkel, Roy Logger e Bas van der Lecq (1982)
- Il quarto uomo (De vierde man), regia di Paul Verhoeven (1983)
- Tartaruga ti amerò (Turtle Diary), regia di John Irvin (1985)
- In de schaduw van de overwinning, regia di Ate de Jong (1986)
- Jumpin' Jack Flash, regia di Penny Marshall (1986)
- Nessuna pietà (No Mercy), regia di Richard Pearce (1986)
- 007 - Zona pericolo (The Living Daylights), regia di John Glen (1987)
- Un mondo a parte (A World Apart), regia di Chris Menges (1988)
- Dall'altro lato della strada (Crossing Delancey), regia di Joan Micklin Silver (1988)
- Shadowman, regia di Piotr Andrejew (1988)
- Scandal - Il caso Profumo (Scandal), regia di Michael Caton-Jones (1989)
- Melancholia, regia di Andi Engel (1989)
- Il vendicatore (The Punisher), regia di Mark Goldblatt (1989)
- L'ultimo carico d'oro (Till There Was You), regia di John Seale (1990)
- Sahara Sandwich, regia di Paul Ruven (1991)
- Delitti e segreti (Kafka), regia di Steven Soderbergh (1991)
- Il principe delle maree (The Prince of Tides), regia di Barbra Streisand (1991)
- Voor een verloren soldaat, regia di Roeland Kerbosch (1992)
- Piccolo, grande Aaron (King of the Hill), regia di Steven Soderbergh (1993)
- Oeroeg, regia di Hans Hylkema (1993)
- Il fuggitivo (The Fugitive), regia di Andrew Davis (1993)
- Farinelli - Voce regina (Farinelli), regia di Gérard Corbiau (1994)
- Amata immortale (Immortal Beloved), regia di Bernard Rose (1994)
- The Disappearance of Garcia Lorca, regia di Marcos Zurinaga (1997)
- American decadence (Business for pleasure), regia di Rafael Eisenman (1997)
- Padrona del suo destino (Dangerous Beauty), regia di Marshall Herskovitz (1998)
- La leggenda di un amore - Cinderella (Ever After), regia di Andy Tennant (1998)
- Un marito ideale (An Ideal Husband), regia di Oliver Parker (1999)
- Il cielo cade, regia di Andrea Frazzi e Antonio Frazzi (2000)
- Fogbound, regia di Ate de Jong (2002)
- Ocean's Twelve, regia di Steven Soderbergh (2004)
- Off Screen, regia di Pieter Kuijpers (2005)
- Deuce Bigalow - Puttano in saldo (Deuce Bigalow: European Gigolo), regia di Mike Bigelow (2005)
- Snuff-Movie, regia di Bernard Rose (2005)
- Leef!, regia di Willem van de Sande Bakhuyzen e Jean van de Velde (2005)
- Transporter 3, regia di Olivier Megaton (2008)
- Albert Schweitzer, regia di Gavin Millar (2009)
- Alleen maar nette mensen, regia di Lodewijk Crijns (2012)
- Tula: The Revolt, regia di Jeroen Leinders (2013)
- De Roze Bril, regia di Robert Schinkel - cortometraggio (2016)
- Gangster Kittens, regia di Ash Mahmood e Naeem Mahmood (2016)
- De liefhebbers, regia di Anna van der Heide (2019)
- The Host, regia di Andy Newbery (2020)
- Bosrandgeluk, regia di Philip Huff - cortometraggio (2020)

#### Televisione
- La terza guerra mondiale (World War III) – miniserie TV, puntate 1x1-1x2 (1982)
- Miami Vice – serie TV, episodi 3x24 (1982)
- Arma segreta (Secret Weapon), regia di Ian Sharp – film TV (1990)
- Dynasty: ultimo atto (Dynasty: The Reunion), regia di Irving J. Moore - miniserie TV, puntate 1x1-1x2 (1991)
- Robin Hood - La leggenda (Robin Hood), regia di John Irvin – film TV (1991)
- L'Odissea (The Odyssey) – miniserie TV, puntate 1x1-1x2 (1997)
- Jesus – miniserie TV, puntate 1x1-1x2 (1999)
- L'ispettore Barnaby (Midsomer Murders) - serie TV, episodio 11x07 (2008)

### Regista e attore

#### Cinema
- Left Luggage (1998)
- The Discovery of Heaven (2001)

#### Televisione
- Het dagboek van Anne Frank, co-regia di Hank Onrust – film TV (1985)

## Doppiatori italiani
Nelle versioni in italiano delle opere in cui ha recitato, Jeroen Krabbé è stato doppiato da:
- Sergio Di Stefano ne Il principe delle maree, Jesus, Transporter 3
- Michele Kalamera in Robin Hood - La leggenda, Deuce Bigalow - Puttano in saldo
- Mario Cordova in Amata immortale, La leggenda di un amore - Cinderella
- Piero Tiberi in Soldato d'Orange
- Massimo Turci in Spetters
- Dario Penne ne Il quarto uomo
- Francesco Vairano in Nessuna pietà
- Gianni Marzocchi in 007 - Zona pericolo
- Gabriele Carrara ne Il vendicatore
- Franco Zucca in Delitti e segreti
- Sandro Iovino ne Il fuggitivo
- Pietro Biondi in Farinelli - Voce regina
- Carlo Sabatini in L'Odissea
- Toni Orlandi in Padrona del suo destino
- Renato Cortesi in Un marito ideale
- Angelo Van Shaik in Ocean's Twelve
- Marco Balzarotti ne Il vendicatore (ridoppiaggio)